# Tendência (arte)
Na Arte, o termo tendência tem a ver com o significado mais amplo da palavra moda. O êxito que alguns artistas alcançaram, num determinado período de suas carreiras, fez com que os seus seguidores e aficionados passassem a seguir suas inovações. Ela também pode ser definida como a cultura dominante de um período.
A tendência se estende aos parâmetros das linguagens artísticas, como: cores, texturas, timbres, vestuário, passos de dança, materiais, rimas, ritmos entre outros.
O perspectivismo foi uma tendência que marcou a obra de quase todos os artistas do período renascentista.